# Fatih Harbiye
Fatih Harbiye es una serie de televisión turca de 2013, producida por Koliba Film. Es una adaptación de la novela del mismo nombre, del escritor turco Peyami Safa, y que fue publicada en 1931.

## Trama
Fatih y Harbiye son dos distritos de Estambul. En Fatih vive Neriman, quien perdió a su madre, Nazan, cuando era una niña. Vive junto con su conservador padre, Faiz, y su tía Gülter. Su novio de toda la vida, Şinasi, también vive en el mismo barrio. Él es conservador como la familia de ella, lo que hace que Neriman comience a cuestionarse su relación. Neriman se reencuentra con sus primas Pelin y Duygu, hijas de un millonario tío de Harbiye. Pelin invita a Neriman a una fiesta de bienvenida para Macit, el hombre del que está enamorada. Pero esa noche, Macit quedará encantado con Neriman.

## Reparto
- Kadir Doğulu como Macit Arcaoğlu.
- Neslihan Atagül Doğulu como Neriman Solmaz.
- Yunus Emre Yıldırımer como Şinasi.
- Dilara Öztunç como Pelin Demirhan.
- Başak Parlak como Rüya.
- Seda Türkmen como Fahriye.
- Pınar Dikici como Şahika.
- Emre Yılmaz como Özgür.
- Itır Esen como İnci Arcaoğlu.
- Uğur Demirpehlivan como Gülter.
- Okday Korunan como Faiz Solmaz.
- Fırat Topkorur como Cihan
- Gökçe Akyıldız como Aslı.
- Süeda Çil como Zehra.
- Olcay Yusufoğlu como Duygu Demirhan.
- Seher Terzi como Kader.
- Gamze Süner Atay como Feyza.
- Sevinç Sırma como Nezahat.
- Ebru Şam como Özlem.
- Özhan Carda como Kerim Arcaoğlu.
- Mehmet Uslu como Selim Demirhan.
- Yusuf Baymaz como Emre.
- Şadi Aymutlu como Ismail.
- Serap Engin como Figen.
- Kahraman Sivri como Cemal Usta.
- Ateş Fatih Uçan como Asım.
- Ergün Demir como Erdinç.
- Murat Göksu como Nadir.
- Serkan Şenalp como Bora.
- Barış Hacıhan como Aras.
- Özdemir Çiftçioğlu como Nihat.
- Ararat Mor
- Alisa Sezen Sever

## Temporadas
| Temporada | Temporada | Episodios | Rango de episodios | Emisión original         | Emisión original        |
| Temporada | Temporada | Episodios | Rango de episodios | Inicio                   | Final                   |
| --------- | --------- | --------- | ------------------ | ------------------------ | ----------------------- |
|           | 1         | 40        | 1 - 40             | 31 de agosto de 2013     | 21 de junio de 2014     |
|           | 2         | 10        | 41 - 50            | 20 de septiembre de 2014 | 10 de diciembre de 2014 |